# Đorđe Novković
Đorđe Novković, hrvaški skladatelj zabavne glasbe, srbskega rodu * 2. september 1943, okolica Šabca, † 6. maj 2007, Zagreb.
S šestimi leti je začel obiskovati glasbeno šolo, diplomiral pa je na Glasbeni akademiji v Sarajevu. V 60. letih 20. stoletja je igral s skupino Indexi, nato pa je ustanovil skupino Pro Arte. Leta 1968 se je preselil v Zagreb ter istega leta zaslovel s skladbo Stari Pjer.
Njegov glasbeni opus obsega več kot 2500 pesmi, ki so jih izvajale velike zvezde v bivši Jugoslaviji. Prodal je okoli 20 milijonov plošč.
Je avtor največjih uspešnic v zgodovini hrvaške pop glasbe, ki so jih izvajali znani glasbeniki kot so Gabi Novak, Tereza Kesovija, Zdravko Čolić, Kemal Monteno, Arsen Dedić, Neda Ukraden, Severina, Mišo Kovač, Srebrna krila, Danijel Popović in Tomislav Ivčić, sodeloval je tudi z nekaterimi slovenskimi glasbeniki in skupinami kot je na primer Rendez-Vous.
Njegova pesem Don't ever cry v izvedbi Putokaza je bila leta 1993 prva hrvaška predstavnica na Eurosongu. Leta 1996 je prejel nagrado Porin za življenjsko delo. Sodeloval je na številnih festivalih, na katerih je bil tudi nagrajen. Od leta 1997 je bil solastnik in programski direktor v največji glasbeni založbi na Hrvaškem, Croatia Records. Njegov sin je pevec Boris Novković.